# Ryan Liddie
Ryan Liddie (Basseterre, San Cristóbal y Nieves; 15 de octubre de 1981) es un futbolista de Anguila, un territorio británico de ultramar, que juega en la posición de guardameta y que actualmente milita en el Roaring Lions FC de la Liga de Fútbol de Anguila.

## Carrera

### Club
Desde 1999 juega con el Roaring Lions FC, con el que ha sido campeón nacional en nueve ocasiones.

### Selección nacional
Jugó su primer partido el 5 de marzo de 2000 en la derrota ante Bahamas por 1-3 durante la Clasificación para la Copa Mundial de Fútbol de 2002. Es el jugador con más apariciones con la selección nacional.

## Logros
- Liga de Fútbol de Anguila: 9

2000–01, 2001–02, 2002–03, 2005–06, 2009–10, 2013–14, 2016–17, 2020, 2021